# Lubina Hajduk-Veljković
Lubina Hajduk-Veljković (sorb. Lubina Hajduk-Veljkovićowa; * 1976 in Bautzen) ist eine sorbische Schriftstellerin und Kinderbuchautorin.

## Leben
Lubina Hajduk-Veljković, geb. Schön, sorbisch Šěnec, wurde 1976 in Bautzen geboren. Nach dem Besuch der sorbischen Grundschule und des sorbischen Gymnasiums in Bautzen studierte sie in Leipzig Sorabistik und Geschichte. Sie lebt in Leipzig als Schriftstellerin und Übersetzerin und schreibt zum Teil zusammen mit ihrem Mann Dušan. Sie hat bis 2021 überwiegend auf Obersorbisch geschrieben und mit der Kinderbuch-Reihe: "Das Tal am Fluss" das erste Mal gemeinsam mit ihrem Sohn Branko Hajduk ein international erhältliches Buch veröffentlicht. Gemeinsam mit ihrem Sohn hat sie einen Verlag gegründet.

## Auszeichnungen
- 1999: Preis für neue sorbische Dramatik für das Theaterstück Wurywanki (Ausgrabungen) von der Stiftung für das sorbische Volk
- 2004: Förderpreis für junge osteuropäische Lyrik - Preis der Hubert Burda Stiftung
- 2009: Stipendium für das Projekt "Leuchtturm" (Kurzprosa) Kulturstiftung des Freistaates Sachsen
- 2017: Förderpreis zum Ćišinski-Preis der Stiftung für das sorbische Volk

## Werke (Auswahl)
- Das Tal am Fluss (2021)
- Gedichtband prěnje jejko (1998)
- Gedichtband pjatk haperleje (1998)
- Theaterstück Wurywanki (2001)
- Kinderbuch Ćipka w lěsu (2004)
- Krimi Pawčina złósće (2006)
- Comic Dyrdomdej mjez swětami - pola androidow (2007)
- Kinderbuch Juliana (2007)
- Erzählband Cuze zynki (2009)
- Fantasyroman W putach Čorneho pana (2011)
- Pferdebuch Za wšě pady přećelki (2014)
- Krimi Módre buny (2017)